# St. Lambertus (Edingen)

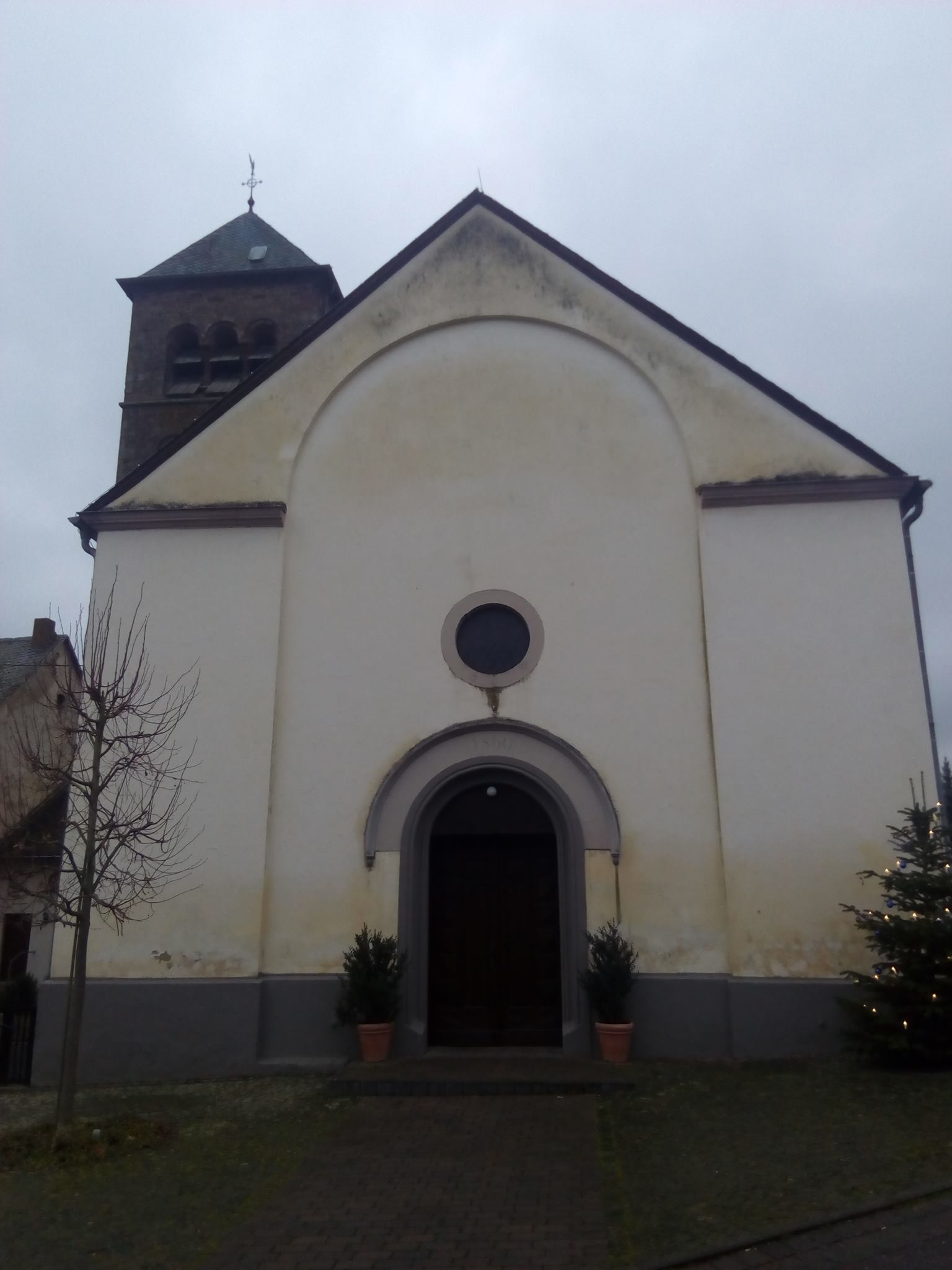
Gesamtansicht von vorne

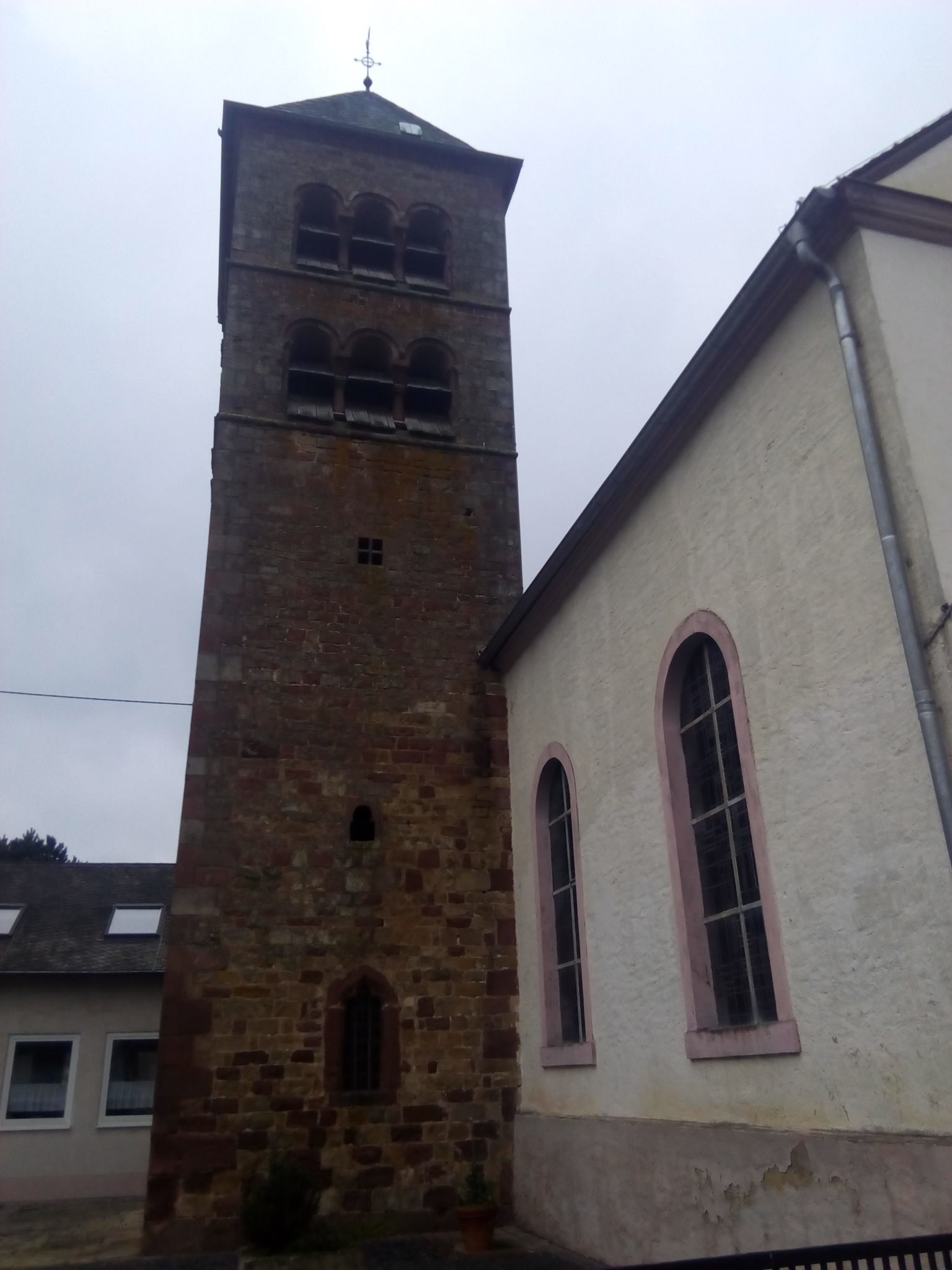
Romanischer Turm

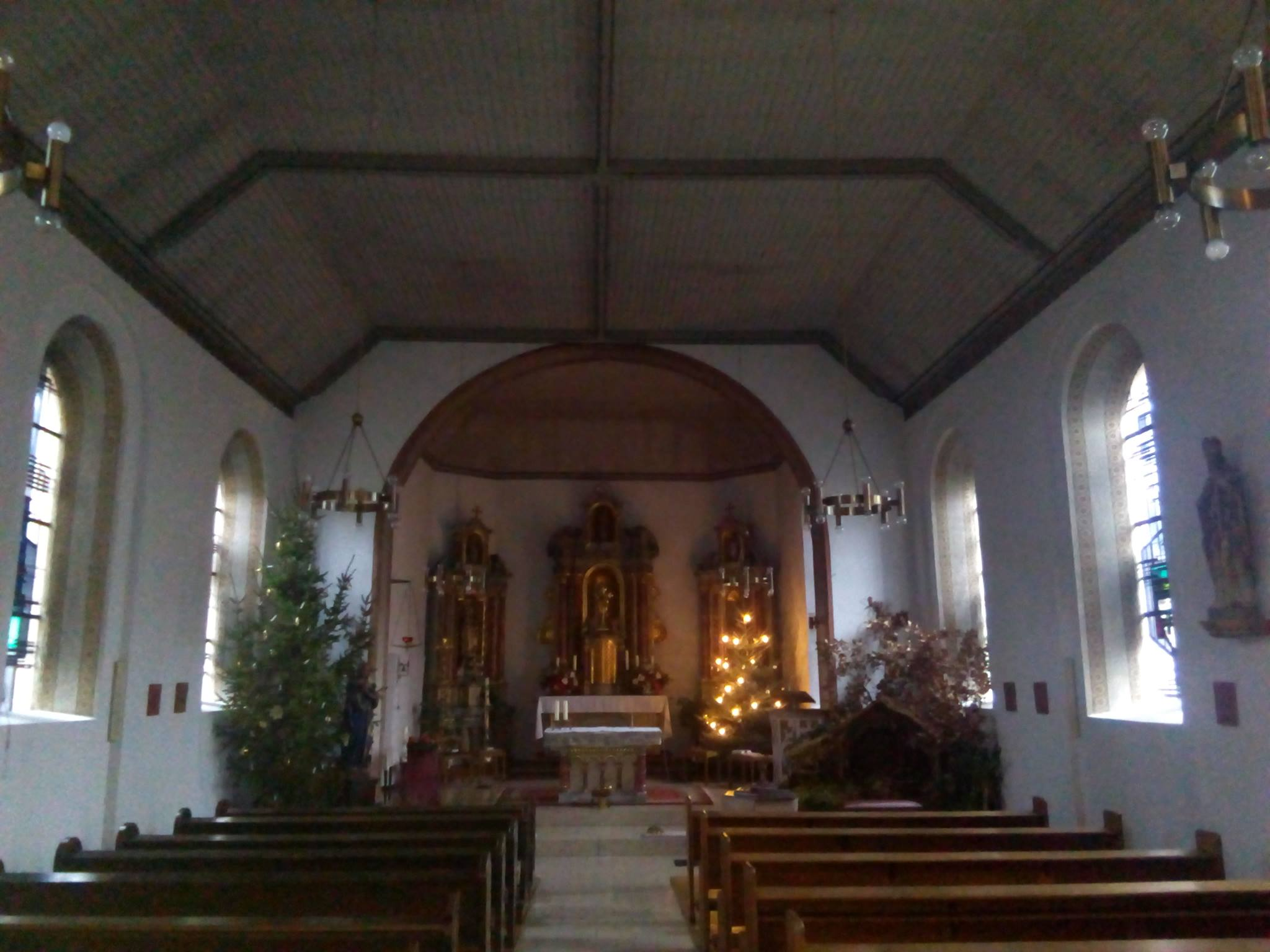
Innenansicht

St. Lambertus ist die römisch-katholische Pfarrkirche des Ortsteils Edingen der Ortsgemeinde Ralingen im Landkreis Trier-Saarburg in Rheinland-Pfalz.
Das Bauwerk ist als Baudenkmal in die Liste der Kulturdenkmäler in Ralingen eingetragen und dem hl. Lambert von Lüttich geweiht.

## Geschichte
Bis 2007 gehörten zur Pfarrgemeinde St. Lambertus Edingen noch folgende Filialgemeinden: St. Silvester Minden und St. Johannes Menningen. Am 3. Juli 2007 wurden diese Filialgemeinden zur Pfarre St. Ambrosius Irrel umgepfarrt.

## Baugeschichte
Eine Kirche in Edingen wird das erste Mal urkundlich 1161 erwähnt. Von dieser Kirche ist noch der romanische Kirchturm erhalten. Als Vorbild diente der Turm der Reichsabtei Echternach. Das Kirchenschiff wurde 1775 neu errichtet und 1837 und 1860 mehrfach umgebaut. So ist die Kirche heute ein einschiffiger Bau mit barockem Kirchenschiff und einem seitlich am Schiff stehenden romanischen Glockenturm.

## Ausstattung
Von der Ausstattung sind der barocke Hochaltar mit den zwei Nebenaltären zu erwähnen, ein Sandsteinrelief des hl. Nikolaus und das Taufbecken, ebenfalls aus Stein.

## Pfarrer
Folgende Priester wirkten bislang als Pfarrer in der Pfarre St. Lambertus:
| von – bis | Name                  |
| --------- | --------------------- |
| 1784–1803 | Johann Baptist Feller |
| 1807–1820 | Adam Brienes          |
| 1820–1830 | Nikolaus Richartz     |
| 1831–1881 | Peter Lichter         |
| 1881–1887 | Johann Adam Weber     |
| 1888–1894 | Johann Thomas Bahles  |
| 1897–1910 | Philipp Neises        |
| 1910–1921 | Johann Louis          |
| 1921–1929 | Matthias Klein        |
| 1929–1937 | Hermann Lieberich     |

| von – bis | Name                  |
| --------- | --------------------- |
| 1937–1955 | Dionysius Schweisthal |
| 1957–1962 | Stephan Horvath       |
| 1962–1967 | Thomas Schmitz        |
| 1968–1997 | Josef Maas            |
| 1997–2004 | Stephan Gerber        |
| 2004–2005 | Berthold Fochs        |
| 2005–2011 | Wilhelm Reichardt     |
| 2011–2013 | Hermann Zangerle      |
| 2013–2015 | Markus Nicolay        |
| Seit 2015 | Franz-Josef Leinen    |